# 桑德里娜·曼维尔
桑德里娜·曼维尔（法語：Sandrine Mainville，1992年3月20日—）生于魁北克省隆格伊，是一名加拿大女子游泳运动员，主攻短距离自由泳。她在11岁时开始练习游泳，第一次参加比赛时，由于不熟悉规则，她在参加的全部小项上都被取消成绩。曼维尔职业生涯期间曾参加里约奥运，比赛中她联同队友获得女子4×100米自由泳接力铜牌。2018年泛太锦标赛加拿大国内预选赛后，曼维尔正式宣布退役。